# Tainy
Tainy, pseudonimo di Marco Efraín Masís Fernández (San Juan, 9 agosto 1989), è un produttore discografico portoricano.

## Biografia
Alla guida di una nuova ondata di musica latina per oltre un decennio, Tainy, è stato il produttore di alcuni dei più grandi successi reggaeton. Plurivincitore di Latin Grammy, Tainy ha prodotto per innumerevoli artisti, inclusi pionieri del reggaeton come Daddy Yankee, Wisin, Yandel, Don Omar e altri. Recentemente, ha prodotto successi globali come I Like It di Cardi B, Bad Bunny e J Balvin.
Tainy ha prodotto l'album Oasis di Bad Bunny e J Balvin, che hanno dominato le classifiche globali e hanno portato Tainy a posizionarsi come il produttore latino numero uno nelle classifiche di Billboard per 27 settimane consecutive. Tainy ha prodotto il successo del 2019 China di Anuel AA, Daddy Yankee e Karol G con Ozuna e J Balvin che ha raggiunto il numero uno in 6 paesi e ha raggiunto la top 10 in altri nove.
Tainy ha prodotto canzoni come Lento e Nada di Lauren Jauregui, Feel It Too con Jessie Reyez e Tory Lanez e Habitual di Justin Bieber. Il 13 marzo 2020 ha pubblicato il suo EP di debutto intitolato Neon16 Tape: The Kids That Grew Up su Reggaeton che vede la partecipazione di vari artisti. Nel 2020 ha anche collaborato alla produzione di TKN, singolo di Rosalía e Travis Scott e il brano Habitual di Justin Bieber. Nel 2021 ha invece prodotto il singolo in spagnolo di Selena Gomez, De una vez assieme a Albert Hype e Jota Rosa.

## Discografia

### Album in studio
- 2021 – Dynasty (con Yandel)
- 2023 – Data

### EP
- 2020 – Neon16 Tape: The Kids that Grew Up on Reggaeton

### Singoli
- 2019 – I Can't Get Enough (con Benny Blanco, Selena Gomez e J Balvin)
- 2019 – Bárbaro (con Mozart La Para)
- 2019 – Callaíta (con Bad Bunny)
- 2019 – Adicto (con Anuel AA e Ozuna)
- 2019 – Feel It Too (con Jessie Reyez e Tory Lanez)
- 2020 – Mera (con Dalex e Alvaro Diaz)
- 2020 – Lento (con Sean Paul, Mozart La Para e Cazzu)
- 2020 – Nada (con Lauren Jauregui e C. Tangana)
- 2020 – Así eh (con Miky Woodz)
- 2020 – Lento (con Lauren Jauregui)
- 2020 – Tu amiga (con Dylan Fuentes e Justin Quiles feat. Lennox e Llane)
- 2020 – Si la ves (con Las Villa)
- 2020 – Malos hábitos (con Kris Floyd)
- 2020 – La gatita (con Lalo Ebratt)
- 2020 – Mente (con Dylan Fuentes e Mau y Ricky)
- 2020 – Agua (con J Balvin)
- 2020 – Falta (con DaniLeigh e Kris Floyd)
- 2020 – Sunbathe (con Miguel)
- 2021 – No le bejamos (con Jodosky e Juanka)
- 2021 – Deja Vu (con Yandel)
- 2021 – Si te vas (con Yandel e Saint Jhn)
- 2021 – Una más (con Yandel e Rauw Alejandro)
- 2021 – Summer of Love (con Shawn Mendes)
- 2021 – Lo siento BB (con Bad Bunny e Julieta Venegas)
- 2021 – Oh Na Na (con Camila Cabello e Myke Towers)
- 2022 – Voodoo (con Badshah e J Balvin)
- 2022 – Sci-fi (con Rauw Alejandro)

### Collaborazioni
- 2020 – Un día (One Day) (J Balvin, Dua Lipa e Bad Bunny feat. Tainy)

### Produzioni
- 2005 – Más Flow 2
- 2005 – Motivando a la yal: Special Edition
- 2005 – Sangre nueva
- 2005 – La moda
- 2006 – Pa'l mundo: Deluxe Edition
- 2006 – Top of the Line
- 2006 – Los rompe discotekas
- 2006 – Luny Tunes & Tainy: Mas Flow: Los Benjamins
- 2006 – The Bad Boy
- 2006 – Los vaqueros
- 2007 – Luny Tunes & Tainy: Los Benjamins: La continuación
- 2007 – It's My Time
- 2007 – Wisin vs.Yandel: Los extraterrestres
- 2007 – Sangre nueva Special Edition
- 2007 – The Perfect Melody
- 2007 – El Cartel: The Big Boss
- 2007 – Broke and Famous
- 2008 – Semblante urbano
- 2008 – La melodía de la calle
- 2008 – Los extraterrestres: otra dimensión
- 2008 – Talento de barrio
- 2008 – Luny Tunes Presents: Erre XI
- 2008 – Masacre musical
- 2008 – El fenómeno
- 2009 – Down to Earth
- 2009 – Welcome to the Jungle
- 2009 – La revolución
- 2009 – The Last
- 2009 – The Black Frequency - Los yetzons
- 2009 – La melodia de la calle: Updated
- 2009 – La evolución
- 2010 – My World
- 2010 – El momento
- 2010 – Drama Queen
- 2010 – Los verdaderos
- 2011 – Los vaqueros 2: el regreso
- 2011 – Musica + alma + sexo
- 2011 – Formula, Vol. 1
- 2012 – Líderes
- 2012 – La formula (album)
- 2013 – Los sucesores - J King & Maximan
- 2013 – Geezy Boyz - De La Ghetto
- 2013 – De líder a leyenda
- 2013 – Sentimiento, elegancia & maldad
- 2014 – Legacy
- 2014 – El regreso del sobreviviente
- 2014 – Love and Sex
- 2015 – Legacy: de líder a leyenda tour (EP)
- 2015 – La melodía de la calle: 3rd Season
- 2015 – The Last Don, Vol. 2
- 2015 – La artilleria Vol. 1
- 2015 – Dangerous
- 2015 – Revolucionario
- 2016 – Alto rango
- 2017 – Update
- 2018 – X 100pre
- 2018 – Hurt by You
- 2019 – Oasis
- 2020 – The Kids That Grew Up on Reggaeton
- 2020 – YHLQMDLG

## Programmi televisivi
- La firma (2023) – Membro di giuria

## Riconoscimenti
Tainy ha ricevuto tre Broadcast Music, Inc. (BMI) Awards, che vengono assegnati ogni anno a cantautori, compositori ed editori musicali delle canzoni più ascoltate dell'anno per Abusadora di Wisin & Yandel e Pam pam e La vida es así di Ivy Queen.
Inoltre, ha ricevuto in totale sette nomination ai Latin Grammy Awards, di cui tre vinti, nel 2009 per Abusadora, nel 2018 per Vibras e e nel 2019 per X100pre.